# Kiváltság (film, 1967)
A Kiváltság (eredeti címén Privilege), egy 1967-ben bemutatott angol filmdráma, social-fiction, antiutópia, Paul Jones popzenész főszereplésével. A film narrációval, ál-dokumentumfilm formájában mutatja be egy az állam céljai érdekében manipulált énekes sorsán keresztül a korszak romlottságát. A filmet jelentőségében és hangulatában a Mechanikus narancs mellé sorolják, kultfilm státusza van. A könnyű szórakozásnak nem nevezhető, elgondolkodtató filmet Magyarországon is bemutatták a mozikban, feliratos változatban.

## Cselekmény
|  | Alább a cselekmény részletei következnek! |

Az 1970-es évek eleje, a film bemutatása utáni közeljövő. A brit társadalom hanyatlik, a demokráciát a tömegmanipuláción alapuló mindenható államhatalom váltotta fel.
Steven Shorter énekes az ország bálványa. Népszerűsége minden elképzelhetőt felülmúl. Mindenki őt akarja utánozni és követni, milliók azt eszik amit ő, azt hordják, amit ő, nevével bármit el lehet adni. Koncertről koncertre, fogadásról fogadásra jár, folyamatosan interjúkat ad és reklámokat forgat, de csak kevesen tudják róla, ő csak egy termék, amit a menedzserei kreáltak és kihasználnak. Ruháját, dalait, interjúit, minden megnyilvánulását előre megtervezi a mögötte álló cég, önálló akarata gyakorlatilag nem is marad.
Sokkoló hatású koncertjeinek egyikén brutális börtönőrök kíséretében, bilincsben vonul a színpadra, egy lezárt ketrecből énekel a szabadságról, miközben az őrök folyamatosan bántalmazzák az eksztázisba került nézők szeme láttára. A végén véresen vonul le a színpadról. A koncert utáni fogadáson mindenki körülrajongja, ő azonban csendben, kissé zavartan, szomorkás félmosollyal fogadja az ünneplést.
A cég és a mögötte álló államhatalom célja, hogy Shorter zenéje, a sokkoló koncertek során levezesse a fiatalság lázadó energiáit. Máskor azzal bízzák meg, hogy az almatermelők válsága miatt személyes varázsával növelje az almafogyasztást, minden brit fogyasszon napi hat almát. Bábuszerepébe egyre kevésbé törődik bele.
Egy idő után menedzserei új arculatot adnak neki, ő lesz a tiszta, ártatlan, mélyen hívő, bűnből megtért fiatal, vagy még inkább maga az új Isten. A cél: a fiatalok tömegei kövessék az új úton, ne lázadozzanak a rend ellen. Az egyház is kiáll az új, „megtért” Shorter mellett. Az új arculatot egy monstre koncerten mutatják be, ahol az új rendnek megfelelően a náci ünnepségekre emlékeztető módon és karlendítéssel dicsérik az urat. Shorter végigcsinálja a programot, de az utána következő fogadáson nem bírja tovább, összeomlik. Könnyek között, drámai szavakkal mondja el, hogy szeretne ismét önmaga lenni, személy, nem pedig bálvány, gyűlöli azokat, akik ide juttatták. Kitör a botrány, karrierje egy nap alatt véget ér. Másnap a feldühödött egykori rajongók az utcán kis híján meglincselik.
Egy televíziós riport alkalmával kérdezik a mögötte álló cég egyik vezetőjét, lát-e még esélyt Shorter népszerűségének visszatérésére. Szerinte ez kizárt, HACSAK Shorter esetleg meg nem halna, akkor az emléke köré ismét fel lehetne építeni a legendát.
A film ezután következő zárójelenetében már a Steven Shorter egy évvel azelőtti tragikus halálának évfordulójára tartott ünnepséget láthatjuk. A bukott Shorter az államnak többet ért holtan, mint élve, ezért meg kellett halnia, hogy a hazugság tovább élhessen.
|  | Itt a vége a cselekmény részletezésének! |

## Szereplők
- Paul Jones – Steven Shorter
- Jean Shrimpton – Vanessa Ritchie
- Mark London – Alvin Kirsch
- William Job – Andrew Butler
- Max Bacon – Julie Jordan
- Jeremy Child – Martin Crossley
- James Cossins – Professor Tatham

## Érdekességek
- Paul Jones a Manfred Mann együttes énekese volt.
- Steven Shorter magas nyakú ruhája divat volt azokban az években. A ruha nyakán az S jelek egyszerre utalnak a Steven Shorter névre, valamint az SS-re, a film történetének sötét világára.
- A filmet részben Birmingham városban forgatták.

## A film dalai
zárójelben a szerző(k)
- Free Me (Mike Leander és Mark London)
- I've Been a Bad Bad Boy (Mike Leander)
- Wings (W.J. Newstead)
- Onward Christian Soldier (Arthur Sullivan)
- Spanish Gypsy Dance (Pascual Marquina Narro és Mariano Marquina Tallada)
- Imperial Echoes (Arnold Safroni)
- Hallelujah (Handel)
- Jerusalem (Sir Charles Hubert Hastings Parry és William Blake)

## Mozielőzetes
- https://www.youtube.com/watch?v=v_dZEky0KAw